# Megalotus
Megalotus es un género monotípico de orquídeas epifitas. Su única especie: Megalotus bifidus, es originaria de las Filipinas.

## Descripción
Es una orquídea diminuta que prefiere el clima cálido, con hábito de epifita que crece con un tallo semi-colgante que lleva pocas hojas oblongas a elípticas, con el ápice desigualmente bilobulado. Florece en una inflorescencia  colgante con hasta 50 flores, racemosa con brácteas triangular-lanceoladas y flores de poco olor.

## Distribución y hábitat
Se encuentra sólo en las Filipinas en alturas de hasta 1200 metros. 

## Taxonomía
Megalotus bifidus fue descrita por (Lindl.) Garay y publicado en Botanical Museum Leaflets 24(4): 185. 1972.
Sinonimia
- Gastrochilus bifidus (Lindl.) Kuntze
- Saccolabium bifidum Lindl.
- Sarcanthus bifidus (Lindl.) Ames